# Emili Tarré i Tarré
Emili Tarré i Tarré (c. 1858 - Barcelona, 17 de juliol de 1918) fou un advocat i ornitòleg català.
Va reunir una important col·lecció d'ocells que posteriorment es va cedir al Museu de Zoologia de Barcelona, que serví de base per a la secció d'ocells d'aquesta institució. El 1908, fou president de la Institució Catalana d'Història Natural. També de la Societat Protectora d'Animals i Plantes i de la Comissió Protectora d'Ocells. Autor del llibre de divulgació Els aucells més útils a l'agricultura de Catalunya (1902) i de la sèrie d'opuscles Nostres Bèsties.
També va escriure diversos llibres de poesia.